# Лупени
Лупени (рум. Lupeni, мађ. Lupény) град је у Румунији. Он се налази у средишњем делу земље, у историјској покрајини Трансилванија. Лупени је град у оквиру округа Хунедоара. Град се један од градова из конурбације рударских градова са седиштем у Петрошанију.
Лупени је према последњем попису из 2002. године имао 31.409 становника.

## Географија
Град Лупени налази се у крајње југозападном делу историјске покрајине Трансилваније, близу границе са Олтенијом. Вулкан се образовао као рударско средиште у југозападним Карпатима, на горњем делу тока реку Жију.

## Историја
Лупени је млад град, који се развио из невеликог сточарског села у првој половини 19. века, после открића великих рудних резерви. Нагли пораст становништва десио се у другој половини 20. века, у доба комунизма, чија је привреда била усмерена на развој тешке индустрије и рударства. Град је доживео и „популациони бум“, али је падом комунизма дошло до обрнутих процеса, замирања нерентабилне рударске привреде и опадања града у демографском смислу.

## Становништво
У односу на попис из 2002, број становника на попису из 2011. се смањио.
| 1966.  | 1977.  | 1992.  | 2002.  | 2011.  |
| ------ | ------ | ------ | ------ | ------ |
| 29.340 | 28.280 | 32.853 | 31.409 | 23.390 |

Матични Румуни чине већину градског становништва Лупенија (око 85%), а од мањина присутни су Мађари (12%), Немци (0,5%) и Роми.